# Pic Patkhor
Le pic Patkhor est un sommet du Tadjikistan s'élevant à 6 083 mètres d'altitude dans le chaînon Rushan, dont il constitue le point culminant, dans le Pamir.